# 3회 농심 신라면배 세계바둑 최강전
3회 농심 신라면배 세계바둑 최강전은 대한민국, 중국, 일본의 한국이 3연패를 달성했다.  

## 대국 결과
| 대국 | 연도   | 대국일자  | 차전  | 장소                               | 승자                 | 패자                 | 결과              | 기보 |
| ---- | ------ | --------- | ----- | ---------------------------------- | -------------------- | -------------------- | ----------------- | ---- |
| 1    | 2001년 | 10월 15일 | 1차전 | 중국 베이징 뉴월드(신세계)호텔     | 사오웨이강 九단      | 아와지 슈조 九단     | 289수 흑 8집반승  |      |
| 2    | 2001년 | 10월 16일 | 1차전 | 중국 베이징 뉴월드(신세계)호텔     | 최철한 四단          | 사오웨이강 九단      | 185수 흑 불계승   |      |
| 3    | 2001년 | 10월 17일 | 1차전 | 중국 베이징 뉴월드(신세계)호텔     | 최철한 四단          | 고바야시 고이치 九단 | 255수 흑 반집승   |      |
| 4    | 2001년 | 10월 18일 | 1차전 | 중국 베이징 뉴월드(신세계)호텔     | 뤄시허 八단          | 최철한 四단          | 158수 백 불계승   |      |
| 5    | 2001년 | 11월 26일 | 2차전 | 서울 농심사옥                      | 뤄시허 八단          | 야마시타 게이고 七단 | 201수 흑 불계승   |      |
| 6    | 2001년 | 11월 27일 | 2차전 | 서울 농심사옥                      | 뤄시허 八단          | 최규병 九단          | 133수 흑 불계승   |      |
| 7    | 2001년 | 11월 28일 | 2차전 | 서울 농심사옥                      | 나카노 히로나리 九단 | 뤄시허 八단          | 173수 흑 불계승   |      |
| 8    | 2001년 | 11월 29일 | 2차전 | 서울 농심사옥                      | 유창혁 九단          | 나카노 히로나리 九단 | 303수 흑 11집반승 |      |
| 9    | 2001년 | 11월 30일 | 2차전 | 서울 농심사옥                      | 위빈 九단            | 유창혁 九단          | 244수 흑 반집승   |      |
| 10   | 2001년 | 12월 1일  | 2차전 | 서울 농심사옥                      | 위빈 九단            | 가토 마사오 九단     | 251수 백 5집반승  |      |
| 11   | 2002년 | 1월 29일  | 3차전 | 중국 상하이(上海) 홍차오(紅橋)호텔 | 조훈현 九단          | 위빈 九단            | 143수 흑 불계승   |      |
| 12   | 2002년 | 1월 30일  | 3차전 | 중국 상하이(上海) 홍차오(紅橋)호텔 | 창하오 九단          | 조훈현 九단          | 255수 백 6집반승  |      |
| 13   | 2002년 | 1월 31일  | 3차전 | 중국 상하이(上海) 홍차오(紅橋)호텔 | 이창호 九단          | 창하오 九단          | 248수 백 불계승   |      |
| 14   | 2002년 | 2월 1일   | 3차전 | 중국 상하이(上海) 홍차오(紅橋)호텔 | 이창호 九단          | 저우허양 九단        | 216수 백 불계승   |      |

결과: 대한민국 우승 (6승 4패), 중국 준우승 (7승 5패), 일본 3위 (1승 5패)

## 특이 사항
- 한국 5장 최철한 四단 3연승 도전 실패
- 중국 4장 뤄시허 八단 3연승
- 한국 대표 주장 이창호 九단의 2연승으로 마무리 승리로 통산 1,000회 달성